# 탄연
탄연(坦然, 1070년~1159년 7월 2일(음력 6월 15일))은 고려의 승려이다. 속성은 손(孫), 호는 묵암(默庵), 시호는 대감(大鑑)이며, 본관은 밀양이다. 손숙(孫肅)의 아들이다. 

## 생애
13세에 《육경》(六經)의 대의(大義)에 통했고 15세에 명경과에 합격하고, 숙종의 초청으로 세자(예종)를 보도(補導)하다가 1088년(선종 5) 몰래 궁중에서 나와 안적사(安寂寺)에서 승려가 되고 광명사(廣明寺) 혜소(慧炤)국사에게 오의를 이어받았다. 
1105년(숙종 10) 대선에 뽑혔으며, 1106년(예종 1) 대사·1109년 중대사·1115년 삼중(三重) 대사·1121년(예종 16) 선사에 이르렀다. 1129년(인종 7) 보리연사(菩提淵寺)에 옮겨 법회를 열었다. 1146년(인종 24) 왕사(王師)에 임명되었다. 
의종의 즉위 후 예우를 받았고, 1148년 단속사(斷俗寺)로 돌아가 은퇴한 후 불학도(佛學徒)가 많이 모여들어 종풍(宗風)을 크게 떨쳤다. 

## 평가
신품사현의 한 사람으로, 한국의 선문을 중흥시켰고 필법이 가장 정묘하여 홍관(洪灌)과 함께 이름을 날렸다. 
서거정(徐居正)은 “동국의 필법에 김생이 제일이요, 요극일·영업(靈業)·탄연이 다음 간다.”라고 평하였다. 시격(詩格)이 또한 고상하고 글씨는 구양순의 체를 본받았다. 춘천의 문주원비(文株院碑), 예천의 북룡사비(北龍寺碑), 삼각산 승가굴중수비(僧伽窟重修碑) 등을 썼다.